# 汪洋 (1920年)
汪洋（1920年10月—2001年4月17日），陕西横山人。中国人民解放军少将。历任师长、副军长兼参谋长、副军长、军长、沈阳军区副司令员兼参谋长、第七机械工业部部长、北京军区副司令员等职。

## 著作
- 《十次突击》,军事科学出版社,2002年3月,ISBN:7-80137-527-0, 27万字

## 生平
1937年参加革命并加入中国共产党。曾参与辽渖、平津、抗美援朝等战役。中共十一大代表，第四届全国人大代表。1964年晋为少将军衔，曾荣获二级独立自由勋章、二级解放勋章。
2001年1月17日在北京逝世，享年81岁。